# Talbot House

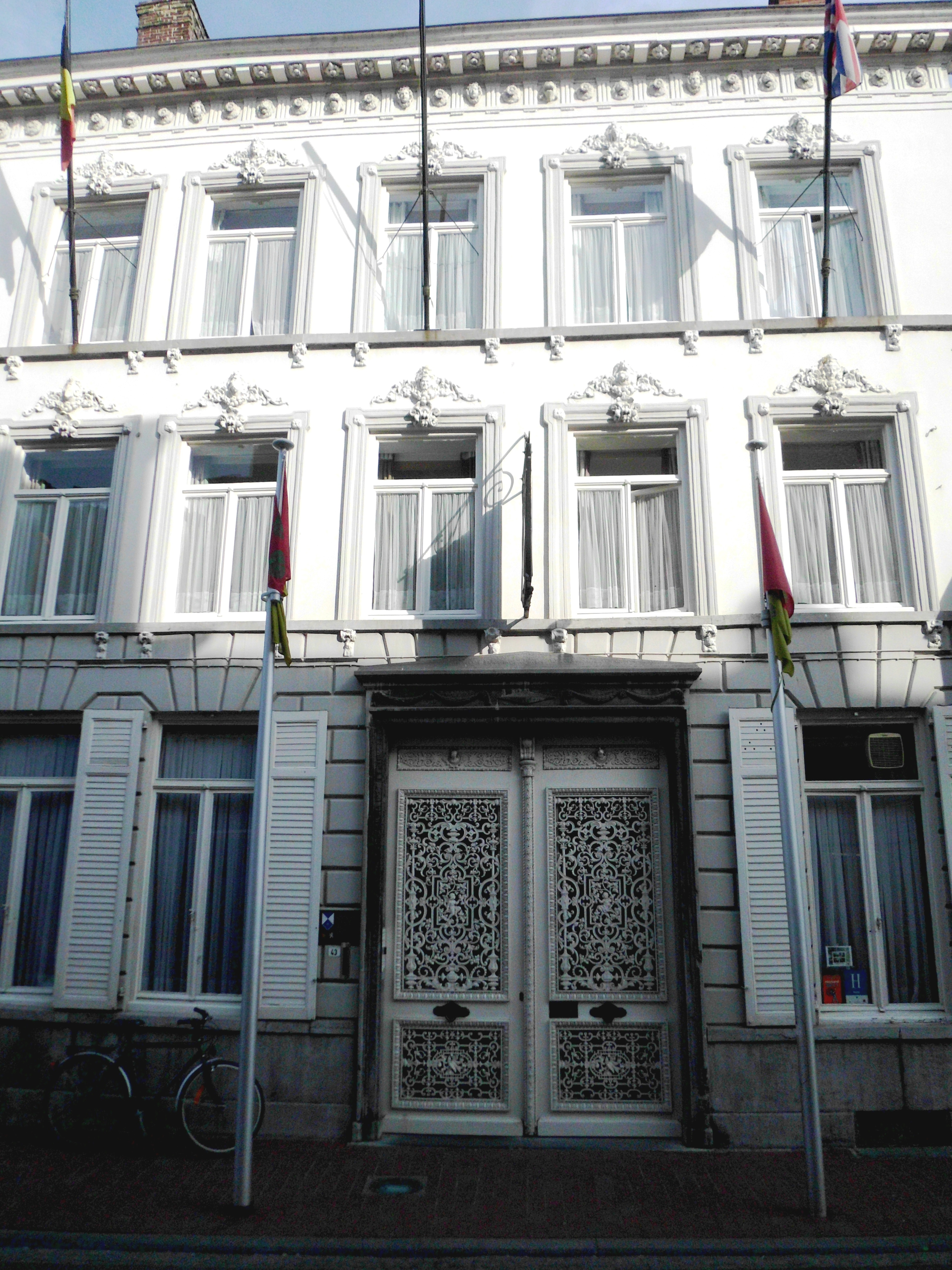
Voorgevel van Talbot House

Het Talbot House is een museum in Poperinge met voorwerpen en verhalen die het dagelijkse leven schetsen achter het front tijdens de Eerste Wereldoorlog.

## Stichting

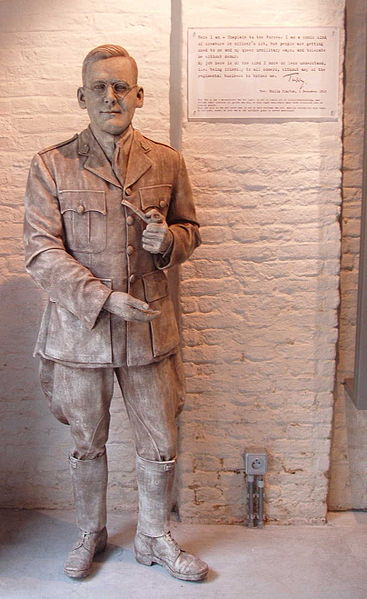
Philip ‘Tubby’ Clayton

Talbot House is een 18de-eeuws woonhuis dat in het bezit was van de Poperingse familie Coevoet. Op 11 december 1915 kreeg het huis een totaal andere functie. Midden in de Eerste Wereldoorlog, openden twee Britse legeraalmoezeniers, Philip 'Tubby' Clayton en Neville Talbot er Talbot House, een ontspanningsoord voor Engelse soldaten. Het huis ontleent zijn naam aan de gesneuvelde officier Gilbert Talbot die zoon was van de Anglicaanse bisschop van Winchester. Talbot sneuvelde op 23-jarige leeftijd in de omgeving van Ieper. Legeraalmoezenier Philip Clayton, die Tubby werd genoemd door de soldaten, stichtte de 'Toc-H'-vereniging. Zij bouwden ontmoetingshuizen voor oud-strijders en voor bezoekers van Britse slagvelden en krijgsbegraafplaatsen.
Talbot House was een 'Every Man’s Club' en stond dus open voor alle Britse militairen, zonder onderscheid van rang of stand. Alleen al daarom was het uniek. Talbot House bood tussen 1915 en 1918 aan meer dan een half miljoen mannen onderdak.
Het Talbot House is in dezelfde toestand als het jaar 1917 en werd in 1929 gekocht door Lord Wakefield of Hythe. Hij schonk het aan de Talbot House Association.
Een reden voor de bijzondere ligging van het gebouw was dat soldaten er a home from home vonden in het hectische Poperinge van die tijd. De stad achter de frontlinie was het zenuwcentrum van het Britse leger. Bovendien kende Poperinge een liederlijk uitgaansleven, door de tienduizenden soldaten die er na een beurt aan het front stoom kwamen afblazen.
Sinds 1973 is het Talbot House een beschermd gebouw.

### 1916
Eind 1916 werd de eerste verdieping van het aan de tuin grenzende hopmagazijn ingepalmd. Deze werd gebruikt als kerkzaal, voor lessenreeksen en lezingen, debatten en filmvoorstellingen, schaaktoernooien en concerten. Er traden komedianten, voordrachtkunstenaars en goochelaars op. Verder was er een huisorkest en een eigen toneelgroep. De ruimte werd al gauw omgedoopt tot Concert Hall.
Aalmoezeniers ‘Tubby’ Clayton en Neville Talbot hadden zonder het zelf te weten een unieke plek geschapen. En Talbot House groeide uit tot een van de belangrijkste instellingen van het Britse leger.

### 1918
In het voorjaar van 1918 noopte de Duitse opmars tot de volledige ontruiming van Poperinge. Ook Talbot House moest de deuren sluiten. 'Tubby' Clayton trok noordwaarts (Krombeke/Proven), waar hij de club in een weiland voortzette in vier houten hutten. Eén ervan bleef bewaard.

### 1919-1931
Na de wapenstilstand op 11 november 1918 keerden de eigenaars van Talbot House terug. De Britse troepen verlieten de stad, en ook aalmoezenier 'Tubby' vertrok.
De 'ontheemde' Talbotousians konden het huis en wat ze er hadden ervaren echter niet vergeten, en droomden van een 'Toc H' (de telegrafische codes voor de beginletters van Talbot House) in vredestijd.
In 1922 blies de geest van Talbot House de internationale Toc H-vereniging officieel tot leven. Geregeld organiseerde de Toc Beweging pelgrimstochten naar de streek rond Ieper, en steevast stond Talbot House op het programma - met of zonder medeweten van de familie Coevoet, de bewoners van het huis.
In 1929 bood de eigenaar het huis te koop aan. Met geld van Lord Wakefield of Hythe werd het voormalige 'heem' door Toc-H aangekocht en geschonken aan de speciaal hiertoe opgerichte vzw Talbot House. Daarom dat Poperinge verbroederd is met Hythe, stad in het Engelse graafschap Kent. Op 5 april 1931 was de tijd rijp voor een plechtige heropening.

## Tuin

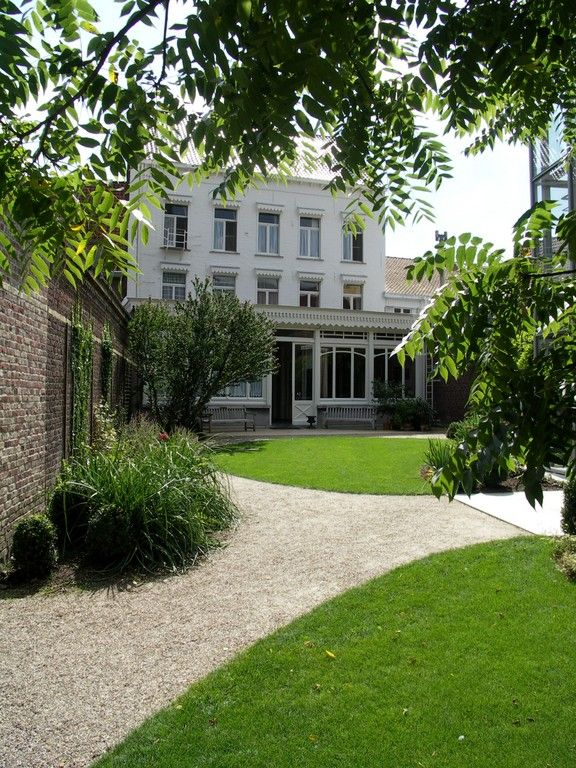
Tuin van Talbot House

De tuin van Talbot House ligt tussen het hopmagazijn, het huis en het badhuis. De VZW Talbot House stelde een meerjarenplan op voor een restauratie van de tuin. Dit houdt onder meer het herstel en heraanleg van tuinpaden, terrassen en beplanting in. De tuin is erkend als monument door de Dienst Monumenten & Landschappen.

## Tentoonstelling
In de permanente tentoonstelling in het voormalige hopmagazijn staat de streek rond Poperinge tijdens WO I centraal. Als laatste halte voor de Ieperse slagvelden enkele kilometers verderop werd Poperinge overspoeld door rijen kanonnen, vrachtwagens en soldaten. Als eerste halte achter de Ieperboog werd de stad geconfronteerd met de terugkeer van duizenden gewonden, die in een van de veldhospitalen verzorgd werden - of werden begraven.
Bovenal werd Poperinge een oord waar vermoeide soldaten de oorlog voor een paar dagen konden proberen te vergeten. Hoezeer de stad ook gebukt ging onder het lawaai en het geweld van de oorlog, er werd hard gewerkt om vooral de bezoekers nog enige vorm van 'leven' aan te reiken. En dat lukte aardig: niet voor niets werd Poperinge 'Little Paris' en 'Klein Soho' genoemd.